# Tommy Tait
Thomas „Tommy” Tait (ur. 20 listopada 1908, zm. 1976) – angielski piłkarz, który występował na pozycji napastnika.
Grał w Sunderlandzie, Hetton, Middlesbrough, Southport, Manchesterze City, Bolton Wanderers, Luton Town, Bournemouth and Boscombe Athletic, Reading oraz w Torquay United.